# Formatie van Malmédy
De Formatie van  Malmédy of Puddingsteen van  Malmédy is een geologische formatie in de ondergrond van het oosten van België, in de oostelijke Ardennen. De formatie bestaat hoofdzakelijk uit veelal rood gekleurde conglomeraat en zandsteen uit het Perm. De formatie ligt in de Graben van  Malmédy, een in het Perm gevormd bekken dat het Massief van Stavelot doorsnijdt. De Formatie van  Malmédy ligt daarin discordant op de Cambrische en Ordovicische sokkel van het Massief van Stavelot.
De Formatie van  Malmédy bestaat hoofdzakelijk uit rode conglomeraten en zandsteen. De formatie bestaat uit drie leden:
1. Een ongeveer 15-60 m dik "basisconglomeraat" waarin veel hoekige kwartsitische klasten zitten. Dit wordt afgedekt met zandsteen en conglomeraten met beter afgeronde klasten.
2. Een 35-150 m dik pakket conglomeraten met voornamelijk kalksteenklasten en een kalkige of kleiige matrix.
3. Een 30 m dik conglomeraat met hoekige klasten van schalie en zandsteen.

De conglomeraten van de Formatie van  Malmédy zijn nooit precies gedateerd maar zijn bij benadering ongeveer 260 miljoen jaar geleden gevormd. Ze zijn waarschijnlijk aangevoerd door een rivier waarvan het bekkenhoofd naar het zuidoosten, in de streek van Prüm lag. Het middelste lid van de Puddingsteen van  Malmédy bevat immers een hoog percentage kalksteenklasten die waarschijnlijk van de Devonische kalksteen van de Eifel afkomstig zijn. 
Er zijn dan ook karstverschijnselen aanwezig in de Puddingsteen van  Malmédy, onder meer de “Trou Ozer”. Het is waarschijnlijk dat er toen een subtropisch klimaat was waarop de rode kleur van de afzettingen wijst. Er zou tevens een semi-aride klimaat zijn geweest, gezien het hoge percentage kalksteenkeien in de afzettingszone die zich op meer dan 60 km van het moedergesteente bevond. In een nat klimaat zouden dergelijke klasten tijdens het riviertransport verweerd en opgelost zijn. Studies van de huidige Ourthe wijzen op snelle verdwijning van de kalksteen bij transport door een rivier (na enkele tientallen km), ten gevolge van verwering en oplossing. Bovendien kan alleen transport door plotse watervloeden ("flash floods", zoals in wadis bijvoorbeeld) de aanwezigheid van tot 60 cm grote kalksteenklasten in het conglomeraat verklaren.